# Saaldorf (Saaldorf-Surheim)
Saaldorf ist ein Gemeindeteil der Gemeinde Saaldorf-Surheim im Landkreis Berchtesgadener Land in Oberbayern. Saaldorf ist Sitz der Gemeindeverwaltung.

## Geographie
Saaldorf liegt in der Planungsregion Südostoberbayern und gehört zum Rupertiwinkel im Hügelland der Salzach.

## Geschichte
Saaldorf war bis 1803 Sitz einer Obmannschaft innerhalb des Pfleggerichts Staufeneck des Erzstifts Salzburg, dann gehörte es bis 1809 zum Herzogtum Salzburg. Am 19. September 1810 fiel es mit dem Rupertiwinkel an Bayern. Mit dem bayerischen Gemeindeedikt von 1818 wurde die Landgemeinde Saaldorf gegründet. Sie umfasste neben Saaldorf folgende Orte:
| - Abtsdorf - Berchtolding - Berg - Breitenloh - Brünnthal - Haarmoos - Haasmühl - Holzhausen - Isselau | - Kemating - Kling - Langwied - Leustetten - Maulfurth - Moosen - Mooswastl - Neukling - Neusillersdorf | - Oberholzen - Öd - Schign - Seebichl - Seethal - Sillersdorf - Spitz - Steinbrünning - Stockach | - Stützing - Wiederlohen |

Vor der Gebietsreform in Bayern 1972 gehörten alle Ortsteile zum ehemaligen Landkreis Laufen. Am 1. Mai 1978 wurde Saaldorf in die Gemeinde Surheim eingemeindet. 
Am 1. Mai 1994 erfolgte die Umbenennung der Gemeinde in Gemeinde Saaldorf-Surheim.

## Sehenswürdigkeiten
- Die katholische Pfarrkirche St. Martin ist ein neobarocker Saalbau. Errichtet 1914–15 nach Entwurf des Münchner Architekten Joseph Elsner mit einbezogenem Westturm aus der zweiten Hälfte des 15. Jahrhunderts mit barockem Aufsatz.[2]